# Cucurbitaria ribis
Cucurbitaria ribis är en svampart som beskrevs av Niessl 1872. Cucurbitaria ribis ingår i släktet Cucurbitaria och familjen Cucurbitariaceae.  Arten är reproducerande i Sverige. Inga underarter finns listade i Catalogue of Life.